# Marcus Merkel

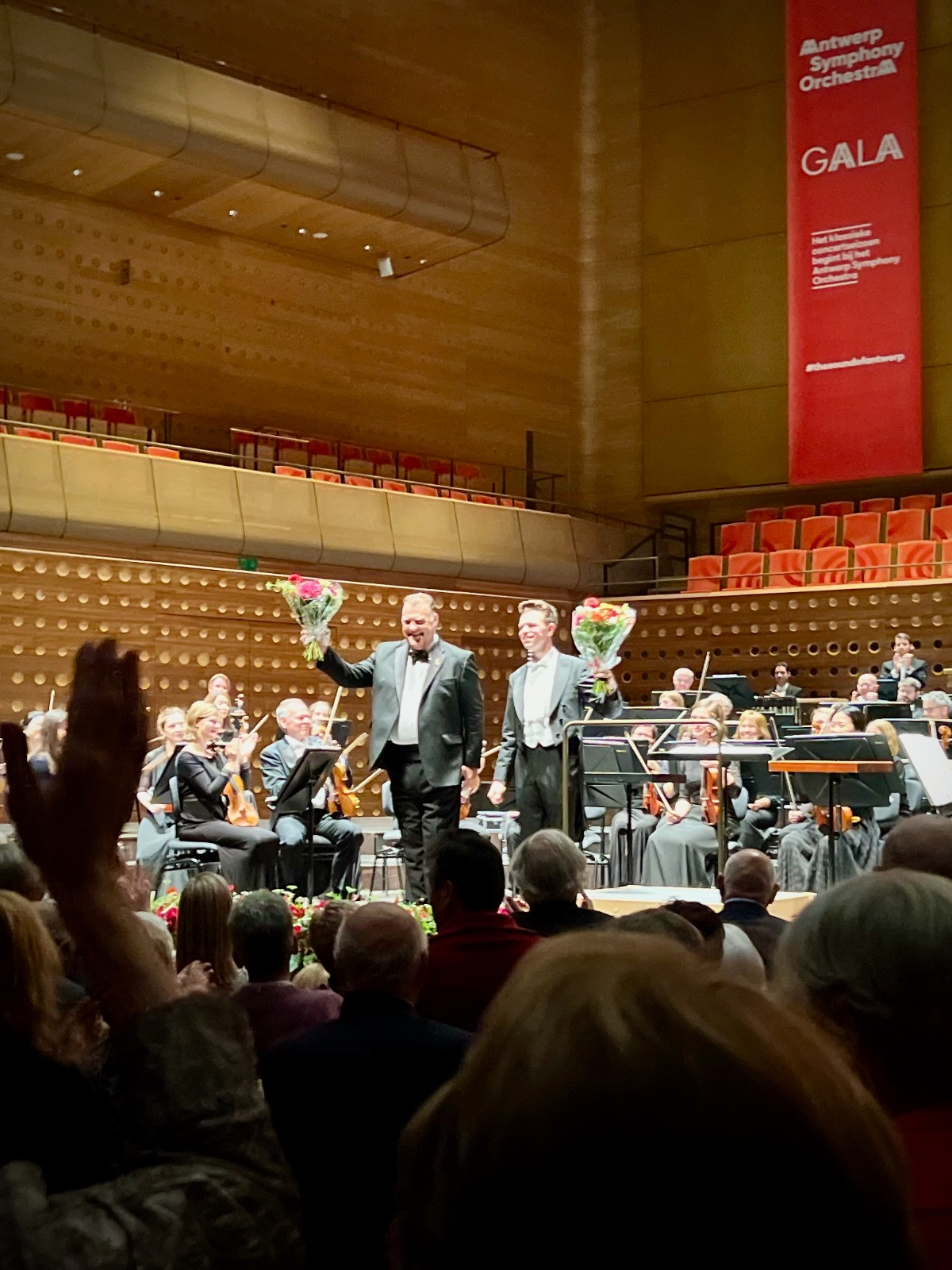
Marcus Merkel mit Sir Bryn Terfel in Antwerpen

Marcus Merkel (* 1991 in Berlin) ist ein deutscher Dirigent, Pianist und Komponist. Sein Studium absolvierte er in Berlin. Seit 2022 arbeitet er als Chefdirigent am Theater Koblenz.

## Leben und Wirken

### Studium
Der gebürtige Berliner Marcus Merkel studierte Dirigieren, Komposition, Klavier und Gesang an der HfM Hanns Eisler und der UdK Berlin.
Seit seinem 5. Lebensjahr erhielt er Klavierunterricht. Mit 8 Jahren wurde er Bachpreisträger beim 1. Nationalen Bach-Klavier-Wettbewerb in Köthen. Mit 9 Jahren erhielt Marcus Merkel Gesangsunterricht bei Prof. Renate Faltin und war von 2006 bis 2010 an der Hochschule für Musik „Hanns Eisler“ bei ihr Jungstudent im Hauptfach Gesang. Bereits mit 11 Jahren entstanden seine ersten Kompositionen – zuerst für Klavier, später für größere Ensembles bis hin zum großen Orchester. Von 2006 bis 2008 war er zunächst Jungstudent im Hauptfach Komposition bei Helmut Zapf und seit 2008 studierte er dieses Fach bei Arnulf Herrmann an der Hochschule für Musik „Hanns Eisler“ in Berlin. Im Herbst 2008 gewann Merkel den Kompositionswettbewerb der Berliner Philharmoniker mit der Komposition „Dimsonitem“, zuvor viermal den Bundeswettbewerb Komposition und erste Preise bei „Jugend komponiert“. Merkel studierte Dirigieren an der Universität der Künste Berlin von 2011 bis 2015.
In seiner Jugend wurde er außerdem als Jazz-Pianist und Jazzsänger sowie am Kontrabass und am Saxophon ausgebildet. Er gewann 2021 den Wettbewerb für die Festfanfare der TU Graz. Meisterkurse in Dirigieren besuchte er u. a. bei Gianluigi Gelmetti, Hospitant war er bei Christian Thielemann in Bayreuth. Zusätzlich schloss er 2021 erfolgreich ein MBA-Studium ab.
Schon während seines Studiums gründete Marcus Merkel die Junge Philharmonie Berlin und ist seitdem deren künstlerischer Leiter. Noch als Student dirigierte er bei einem Festival in Kyoto in Japan, leitete für die Education-Abteilung der Berliner Philharmoniker einen Dirigier-Workshop und sprang für Julien Salemkour bei einer Produktion von Le nozze di Figaro in Rostock ein. In dieser Zeit leitete er außerdem die traditionsreichen Chöre gropies berlin, Arion Chor Wittenberge und Männerchor Zeuthen.

### Graz
Von 2015 bis 2022 war er als Kapellmeister an der Oper Graz engagiert und dirigierte dort ein sehr breites Repertoire von Opern wie Königskinder, Norma, Don Carlo, La forza del destino und Der fliegende Holländer. Als Premièren leitete Marcus Merkel u. a. Die Fledermaus, Candide, Le nozze di Figaro, Don Giovanni und Les pêcheurs de perles in Graz.
Neben seinem Engagement in Graz dirigierte er Ariadne auf Naxos in Amsterdam, das Verdi Requiem im Berliner Dom, einen konzertanten Fidelio mit Sir Bryn Terfel sowie eine halbszenische Tosca mit Kristine Opolais, Jonas Kaufmann und Ludovic Tézier. Darüber hinaus gründete Merkel die Jungen Konzerte Graz, mit denen er regelmäßig Konzerte von jungen Musikern für junge Menschen veranstaltet.

### Koblenz
Seit der Saison 2022/23 ist Marcus Merkel Chefdirigent am Theater Koblenz, wo er sich bereits im April 2022 mit einem neuen Parsifal vorstellte. In seiner ersten Saison studiert er den Freischütz, La Traviata und Nixon in China ein.
Gastengagements führen ihn 2022/23 zum Antwerp Symphony Orchestra für eine Eröffnungsgala mit Sir Bryn Terfel, zurück nach Graz mit einer Premiere von Kurt Weills One Touch of Venus, zur Nederlandse Reisopera für eine Neuproduktion der Zauberflöte und zu den Münchner Symphonikern für ein Konzert mit Fatma Said.
2023/24 Debüt beim Staatsorchester Darmstadt. und an der Semperoper in Dresden mit Die Fledermaus von Johann Strauss
Marcus Merkel ist der Enkel des Informatikers Gerhard Merkel.